# Zaz (pjevačica)
Isabelle Geffroy  poznata kao Zaz (Tours, Francuska 1. svibnja 1980.) je francuska pjevačica. Pjeva jazz i šansone te kombinira više srodnih žanrova poteklih iz francuske gradske glazbe.

## Biografija
Njena majka je profesorica španjolskog, a njen otac je radio u elektro-energetskoj kompaniji. Godine 1985, Isabelle se upisuje u Conservatoire à rayonnement régional de Tours sa svojom sestrom i bratom. Ovu školu je pohađala u dobi od pet do jedanaest godina. Studirala je glazbu posebno teoriju violine, klavira, gitare, korsko pjevanje. Godine 1994., preselila se u Bordeaux. Od 1995, uzima satove pjevanja. U to vrijeme se bavila sportom. Godinu dana trenirala je Kung-fu s profesionalnim trenerom. Godine 2000. dobiva stipendiju Regionalnog savjeta Francuske, koja omogućava da se upiše na školu moderne glazbe: CIAM of Bordeaux (Centar za informiranje i glazbene aktivnosti). Njezini glazbeni uzori su Četiri godišnja doba Vivaldija, Ella Fitzgerald, Enrico Macias, Bobby McFerrin i Richard Bona te afro, latino i kubanska muzika. 2006. godine se preselila u Pariz.

## Diskografija

### Albumi
| Godina | Naziv | Chart | Chart    | Chart    | Chart | Chart | Chart | Chart | Chart | Chart | Chart | Chart | Chart | Chart | Certification (FR) |
| Godina | Naziv | AUT   | BEL (FL) | BEL (WA) | FR    | GER   | GR    | IT    | POL   | SUI   | NED   | RUS   | CZE   | ESP   | Certification (FR) |
| ------ | ----- | ----- | -------- | -------- | ----- | ----- | ----- | ----- | ----- | ----- | ----- | ----- | ----- | ----- | ------------------ |
| 2010   | ZAZ   | 12    | 51       | 1        | 1     | 3     | 3     | 19    | 1     | 10    | 56    | 3     | 3     | 93    | Diamond            |

## Vanjske poveznice
- Službena stranica  Arhivirana inačica izvorne stranice od 15. lipnja 2012. (Wayback Machine)